# Дача Рай
Дача Рай (также Имение Сарибана, Красный Рай) — дача (имение), расположенное у Романовского шоссе, недалеко от современной окраины Алушты, административно относится к селу Изобильное, адрес главного дома усадьбы Изобильная улица, 21.

## История
Время образования имения пока не установлено, первое упоминание встречается в труде Шарля Монтандона «Путеводитель путешественника по Крыму…» 1833 года, в котором сказано, что «Господин Райский владеет молодым виноградником в 15 000 лоз». По описанию к «Геометрическому специальному Плану Таврической губернии Симферопольского уезда» 19 ноября (1 декабря) 1834 года старшим землемером, коллежским регистратором Яровым было «учинено межевание» данного участка, «внутри того владения, обмежеванного одною окружною от всех смежных владельцев», насчитано 26 десятин 526 сажень земли. Тем же документом зафиксированоналичие господского дома со службами. Называлось землевладение просто — «сад Рай» и было производным от фамилии хозяина, «Надворного Советника и Кавалера», Николая Григорьевича Райского.

### Николай Григорьевич Райский
Николай Григорьевич Райский родился около 1800 года, умер после 1861 года. Происходил из семьи священника, в 1823 году окончил Московскую медико-хирургическую академию, служил лекарем в 40-м Егерском полку. В 1826 году в Московском университете получил степень медикохирурга. Служил ординатором в Херсонском военном госпитале, Варшавском военном госпитале. В 1831—1841 году — старший врач Симферопольского военного госпиталя, затем Днепровский и Бердянский окружной медицинский начальник. Был награждён орденом святого Владимира 4 степени, автор статей в медицинских изданиях. По одним данным, с 1861 года в отставке. По другим — когда после начала Крымской войны, 25 ноября 1854 года было объявлено о призыве на военную службу отставных и вольнопрактикующих врачей «на общих основаниях из Империи и Царства Польского», по этому положению живший в то время в Симферополе отставной медико-хирург Николай Григорьевич Райский был назначен помощником Генерал-штаб-доктора Николая Гавриловича Шрейбера, а в декабре 1854 года утверждён в должности главного хирурга Крымской армии. Возможно, Райский вышел в отставку ранее, а в 1861 году — вторично, после окончания войны.

### Имение Сарибанов
Лев Платонович Симиренко упоминает в труде «Крымское промышленное плодоводство» сада генерала Райского под названием «Рай», откуда, судя по всему, выражение «генерал Райский» широко распространилось. Поскольку в наиболее полном справочнике «Генералитет Российской империи» такого военного генерала нет и, вообще, Николай Григорьевич был человеком штатским, видимо, сыграл роль чин статский советник на момент выхода в отставку, что, примерно соответствует военному генеральскому званию. Также от Симиренко известно, что имение Рай было «…возобновлено Новицким».
Как «Рай» имение обозначено уже на карте 1842 года, на «Трехверстовке Крыма»1865 года — имение Райского. В дальнейшем название «Рай» окончательно закрепилось за имением: Рай на верстовке 1886 года, дача «Рай» в путеводителях Григория Москвича.
Время приобретения имения Давидом Ефраимовичем Сарибаном пока не установлено, считается, что это произошло в конце XIX века. О самом Давиде Ефраимовиче (вариант отчества — Эфраимович) сведений практически нет. Известны годы жизни: 1844—1897 год, что он был одним из 4 детей Эфраима Моисеевича Сарибана и его супруги Эстер. Караимская фамилия Сарибан довольно распространённая, считается, что описываемый род вышел из Чуфут-Кале.
Давид Ефраимович в источниках фигурирует, как купец, ему также принадлежал доходный дом в Симферополе. Но Сарибан был более известен, как садовод, участник и призёр многих всероссийских и международных сельскохозяйственных выставок. Перед закладкой садов Давид Ефраимович проводил анализ почв: считают, что даже возил образцы в Париж, чтобы получить рекомендации французских специалистов для выращивания французских сортов груш и яблок. Именно такие сорта, как груши Бере Гарди, Деканка зимняя, Кальвиль белый зимний и принесли имению наибольшую славу.
После смерти Давида Ефраимовича в 1897 году ему наследовали сыновья Моисей и Соломон, но Соломон от дел в имении устранился, полностью доверив управление брату, хотя оба они окончили в конце XIX века Никитское училище садоводства и виноделия при Никитском ботаническом саде и за отличную учёбу были командированы на год в Германию, для практики у крупного специалиста-плодовода. Именно при Моисее Давидовиче имение достигло наибольшей известности. На ту пору в усадьбе имелось около 12 гектаров садов, 6 гектаров виноградников, дом хозяев, общежитие для рабочих, многочисленные хозяйственные постройки, включая плодосушилки — фабричный цех в миниатюре, который специально приезжали посмотреть. Имелось большое кроличье хозяйство, производилось натуральное виноградное вино.
Река Улу-Узень, в пойме которой располагались сады имения, в летние месяцы практически пересыхает, из-за чего постоянно возникали трудности с поливом, но владельцы ухитрялись справиться с проблемой и постоянно представляли выращенные в садах плоды на многих всероссийских и международных сельскохозяйственных выставках, где неизменно оказывались в числе лауреатов за высокое качество. Весь урожай яблок и груш закупал представитель Елисеевского магазина, который каждый год, приезжая в Алушту, вручал Моисею Давидовичу очередное благодарственное письмо за высокое качество яблок и груш. Яблоки Кальвиль, ещё на дереве, предварительно прятались в бумажные мешочки недели за две до сбора, затем прямо в мешочках снимали с дерева и отправляли покупателю: дюжина таких яблок могла стоить до 6 рублей. Каждую грушу упаковывали в вощёную бумагу и перекладывали только ржаной соломой, которую специально закупали и завозили в имение. Сбором груш занимались исключительно молодые женщины — считалось, что только они могут, не повредив, нежно снять плод с ветки, у них также регулярно, под корешок. обрезались ногти, чтобы исключить механическое повреждение. Имение братьев Сарибан «Рай» «с образцовыми садами в 2,5 верстах от Алушты» описывалось в путеводителе Бумбера 1914 года. Как дача Моисея и Соломона Давидовичей Сарибан, без жителей, с 1 двором и участком площадью 19,33 десятины при городе Алушта в Алуштинской волости Ялтинского уезда, имение числилось в Статистическом справочнике Таврической губернии. Ч.II-я. Статистический очерк, выпуск восьмой Ялтинский уезд, 1915 год.

### Красный Рай
16 декабря 1920 года приказом председателя Революционного комитета Крыма были изъяты «из частного владения как разных ведомств, так и частных лиц все имения Южного берега Крыма в районе от Судака до Севастополя включительно» и передавались в ведение специально созданного Управления Южсовхоза. Моисей Давидович Сарибан добровольно передал имение новой власти, оставшись управляющим образованной на его базе артели «Садовод». Но уже через несколько лет Моисей Давидович, как большой специалист по плодам, был переведён в Москву, где до последних лет проработал в «Плодоэкспорте». В 1930- годы Сарибан несколько раз навещал бывшее имение, где был сильно удручён текущим состоянием дел. В те же годы Моисей Давидович (теперь он везде фигурировал, как Михаил Давидович) выпустил два специализированных труда: «Практическое руководство по сбору, обработке и транспортировке фруктов» и «Товароведение и заготовка плодов и ягод». Когда скончался Моисей Давидович Сарибан пока не установлено.
Время преобразования артели «Садовод» в совхоз «Красный Рай» неизвестно — на километровой карте 1941 года он уже фигурирует. Также неизвестна послевоенная судьба бывшего имения, а главный дом с 1920-х годов используется, как коммунальное жильё.
Решением сессии Алуштинского городского совета от 11 ноября 2011 г. № 7/463 владельцы имения «Рай» Сарибан Давид Ефраимович и его сын Моисей Давидович Сарибан удостоены почётного звания «Выдающийся алуштинец»